# Vera Menchik
Vera Francevna Menchik (Moscú, 16 de febrero de 1906-Londres, 26 de junio de 1944), fue una jugadora de ajedrez, dominadora absoluta durante la década de 1930 hasta su fallecimiento durante la Segunda Guerra Mundial.

## Vida
Fue hija de un padre checo, Frantisek Menchik, y una madre inglesa, Olga Illingworth. Con su madre y hermana se trasladó en 1921 a Hastings (Inglaterra), donde se convirtió en discípula del gran ajedrecista Géza Maróczy, quien influyó notablemente en su juego, basado en una sólida base técnica.
Fue dominadora absoluta en categoría femenina, venciendo a su gran rival Sonja Graf. Se proclamó campeona  al triunfar en el Campeonato del Mundo de Ajedrez de Londres en 1927, y siguió venciendo en las citas de Hamburgo 1930, Praga 1931, Folkestone 1933, Varsovia 1935, Estocolmo 1937 y Buenos Aires 1939, viéndose interrumpidas las competiciones por el estallido de la Segunda Guerra Mundial. Su participación (bajo bandera checoslovaca o británica) en estos campeonatos se saldó con 87 victorias, 11 tablas y 4 derrotas.
También participó en competiciones masculinas, logrando victorias sobre Grandes Maestros Internacionales, quedando tanto última como entre los tres primeros puestos, según el tenor del torneo. 
En 1937 se casó con Rufus Henry Stevenson, obteniendo la nacionalidad británica y uniendo su apellido llamándose Vera Menchik-Stevenson, o incluso Vera Stevenson a secas. Quedaría viuda seis años después en 1943. Un año después, la propia Vera, junto a su madre y su hermana menor, murieron al ser bombardeada su casa de Londres por una V1 alemana.

## El club Vera Menchik
En 1929, Vera Menchik participó en un campeonato de ajedrez masculino celebrado en Karlsbad. Algunos de los asistentes se mostraron molestos con la dirección del torneo y uno de sus participantes, Albert Becker tuvo la ocurrencia de crear un club deshonroso con todos aquellos hombres que perdiesen ante ella. Ironías del destino, el propio Becker perdió ante ella siendo el primer miembro del mismo.
A lo largo de la carrera ajedrecística de Menchik, interrumpida por su trágica muerte, el club albergó a 41 hombres, entre ellos, Max Euwe y Samuel Reshevsky.

## Enlaces web
- El Club Menchik

- Datos: Q157867
- Multimedia: Vera Menchik / Q157867